# Садыков, Хаким Садыкович
Хаким Садыкович Садыков (20 октября 1916, Пермский край — 29 декабря 2009) — советский военнослужащий, участник Великой Отечественной войны, полный кавалер ордена Славы, разведчик 26-й отдельной гвардейской разведывательной роты гвардии младший сержант — на момент представления к награждению орденом Славы 1-й степени.

## Биография
Родился 22 октября 1916 года в деревне Нижний Сып, Уинского района Пермского края,. Татарин. Окончил 2 класса. Работал в колхозе.
В июне 1941 года был призван в Красную Армию. На фронте в Великую Отечественную войну с августа 1941 года. Участвовал в обороне Москвы. К весне 1944 года гвардии младший сержант Садыков воевал разведчиком 26-й отдельной гвардейской разведывательной роты 21-й гвардейской стрелковой дивизии.
В ночь на 17 апреля 1944 года, действуя в группе захвата в 50 км восточнее города Опочка, гвардии младший сержант Садыков вместе с товарищами проник в тыл обороны противника. Разведчики, ворвавшись во вражескую траншею, забросали гранатами и расстреляли из автоматов находящихся в ней противников, захватили «языка» и доставили его в штаб дивизии.
Приказом от 18 апреля 1944 года гвардии младший сержант Садыков Хаким Садыкович награждён орденом Славы 3-й степени.
В ночь на 1 июня 1944 года вблизи населенного пункта Мелехово группа разведчиков, в которой был и гвардии младший сержант Садыков, пройдя проволочные заграждения и минное поле, в расположении противника уничтожила 5 противников и одного взяла в плен.
Приказом от 28 июня 1944 года гвардии младший сержант Садыков Хаким Садыкович награждён орденом Славы 2-й степени.
3 июля 1944 года гвардии младший сержант Садыков, находясь с группой разведчиков в засаде на шоссе в районе населенного пункта Воробьи, гранатами подорвал 2 мотоцикла. Бросившись на гитлеровца, связал его и вместе с другими бойцами доставил в расположение своих войск.
Указом Президиума Верховного Совета СССР от 24 марта 1945 года за образцовое выполнение заданий командования в боях с захватчиками гвардии старшина Садыков Хаким Садыкович награждён орденом Славы 1-й степени. Стал полным кавалером ордена Славы.
В одном из последних боев был ранен. День Победы встретил в госпитале в городе Рига. В 1946 году старшина Садыков был демобилизован.
Вернулся на родину. Жил в родной деревне Нижний Сып. Работал в колхозе имени Ленина. За многолетний и добросовестный труд ему было присвоено звание «Заслуженный колхозник», в 2000 году — звание «Почетный гражданин Уинского района».
Скончался 29 декабря 2009 года.
Награждён орденами Отечественной войны 1-й степени, Славы 3-х степеней, медалями.